# Hokki Kajaani
Le Hokki Kajaani est un club de hockey sur glace de Kajaani en Finlande. Il évolue en Mestis, le second échelon finlandais jusqu'à sa disparition en 2025.

## Historique
Le club est créé en 1968.
En mars 2025, alors que le club se bat pour rester en Mestis, le conseil exécutif décide de déclaré faillite, mettant fin aux activités du club.

## Palmarès
- Vainqueur de la Mestis : 2007.
- Vainqueur de la Suomi-sarja : 2002.